# Yasunari Kawabata
Pour les articles homonymes, voir Kawabata.
Yasunari Kawabata (川端 康成, Kawabata Yasunari), né le 11 juin 1899 à Osaka et mort le 16 avril 1972 à Zushi, est un écrivain japonais, prix Nobel de littérature en 1968,.
Considéré comme un écrivain majeur du XXe siècle et obsédé par la quête du beau, la solitude et la mort, il a écrit en particulier des récits très courts, d'un dépouillement stylistique extrême, regroupés plus tard en recueils, mais ses œuvres les plus connues internationalement sont ses romans comme Pays de neige (1935-1947), Le Grondement de la montagne (1954), Les Belles Endormies (1960-1961) ou Kyôto (古都) (1962).

## Biographie

### Jeunesse

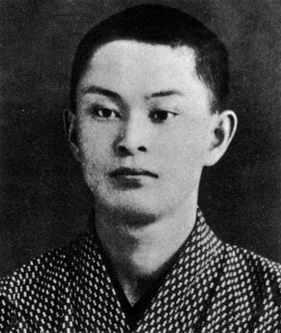
Portrait de Kawabata âgé de 18 ans

Né durant l'ère Meiji, Kawabata Yasunari est le deuxième enfant d'une famille prospère et cultivée. Il est un enfant prématuré de sept mois, et reste de santé fragile toute son existence. Sa sœur Yoshiko est de quatre ans son aînée. Son père, Eikichi, médecin à Osaka, fait ses études de médecine à Tokyo. Fin lettré, amateur de poésie chinoise et de peinture, il meurt de tuberculose en janvier 1901. Sa mère, Gen, née Kuroda, précédemment mariée au frère de son époux, est issue d'une famille fortunée. Après le décès de son mari, elle retourne dans sa maison natale du village de Toyosato en périphérie d'Osaka avec ses deux enfants, mais décède de la même maladie en janvier 1902. À 3 ans, Yasunari est orphelin.
Séparé de sa sœur qui est recueillie par sa tante, il est élevé par ses grands-parents paternels qui vivaient dans le village de Toyokawa, district de la région de Nagoya, à l'est d'Osaka. Ceux-ci tentèrent de pallier le vide affectif traumatisant causé par la disparition de ses parents. Son grand-père Kawabata Sanpachirō, notable local féru de divination et un temps fabricant de médecine chinoise, avait vendu ses terres pour investir dans des placements qui causèrent sa ruine. À 7 ans, Yasunari entre à l'école primaire de Toyokawa où il fera une brillante scolarité malgré sa santé précaire. Sa sœur Yoshiko meurt en 1909. Il n'assistera pas à l'enterrement de cette sœur dont il n'a gardé « au fond du cœur aucune image », sa famille voulant éviter de lui infliger une fois encore l'épreuve d'une cérémonie funèbre, mais cela l'empêchera de faire le deuil réel de la jeune fille. Sa grand-mère meurt en septembre de la même année.
En avril 1912 (ère Taishō), il entre au collège d'Ibaraki (préfecture d'Osaka). Il décide cette année-là de devenir écrivain et consacre désormais son temps libre à la lecture et à ses premières tentatives de création littéraire.
Resté seul avec son grand-père, des liens très étroits se tissent entre le petit-fils et le vieil homme pendant leurs huit années de vie commune. Mais, affaibli et devenu aveugle, celui-ci décède en mai 1914 dans sa soixante quinzième année. Yasunari est alors recueilli pendant six mois par un oncle de sa famille maternelle au village de Toyosato. Il écrit cette année-là son premier opus littéraire, Jūrokusai no nikki (Journal de ma seizième année), qui ne sera publié que onze ans plus tard (1925), puis édité dans Shōnen (L'Adolescent) en 1948.
Depuis son plus jeune âge, Yasunari fut donc durement confronté à la disparition précoce de sa cellule familiale et cette expérience douloureuse qui se retrouvera ultérieurement dans ses écrits semble être une des clés de son rapport obsessionnel à la solitude et à la mort (Ramasser des ossements, 1916 ; L'Abonné des funérailles, 1923 ; Les Sentiments d'un orphelin, 1924 ; Le Visage de la morte, 1925 ; Voiture funéraire, 1926 etc.).
Yasunari entre comme pensionnaire au lycée d'Ibaraki en janvier 1915 (il y restera jusqu'à la fin de ses études en 1917). Grand lecteur de littérature contemporaine et classique japonaise ainsi que de littérature occidentale, il envoie de courts essais à différents quotidiens et revues. Certains textes seront publiés. Au lycée, il est nommé responsable de chambre ce qui place sous son autorité Kiyono, jeune compagnon à la féminité prononcée. Complexé et obnubilé par un physique qu'il jugeait ingrat, convaincu de sa laideur, Yasunari nourrit une véritable passion sans exutoire charnel envers le séduisant Kiyono qu'il nommera lui-même « mon amour homosexuel » (dans L'Adolescent). Mais en septembre 1917, Yasunari monte à la capitale et réussit à entrer au Premier Lycée de Tōkyō (en section de littérature anglaise), passage obligé pour intégrer l'Université Impériale. Cette séparation génèrera une correspondance épistolaire entre les deux amis jusqu'en 1921.
À l'occasion d'un voyage dans la péninsule d'Izu, Yasunari rencontre une troupe de théâtre ambulant où évolue une superbe danseuse. L'émotion esthétique de cette rencontre et la féerie du lieu font naître dans la psychologie amoureuse du jeune homme de 19 ans un nouveau désir érotique qui se juxtapose à celui éprouvé pour Kiyono. Cette expérience marquante sera la source de son premier roman Izu no odoriko (La Danseuse d'Izu, publiée en 1926). Depuis lors, pendant dix ans, il retournera à Yugashima, l'une des principales stations thermales d'Izu. Cet épisode montre que les écrits de Yasunari sont inspirés de faits réels parfois autobiographiques et, dans le cas ci-dessus, d'autres récits se référeront plus ou moins explicitement à cet épisode : Souvenirs de Yugashima en 1922, Le grondement de la montagne en 1949-1954, Le Lac en 1954, Les belles Endormies en 1960-1961.
À partir de 1919, Yasunari et ses amis forment un cercle libre de littérature moderne. Il publie alors la nouvelle Chiyo (Chiyo) dans la revue de la société amicale du Premier Lycée de Tōkyō. C'est à cette époque qu'il se lie d'amitié avec le futur écrivain Tōkō Kon (1898-1977) dont le père l'initie au spiritisme.
En juillet 1920, il obtient son diplôme du Premier Lycée de Tōkyō ce qui lui permet de s'inscrire à l'Université Impériale de Tōkyō, faculté de Littérature, section Littérature anglaise. Il optera l'année suivante pour la section Littérature japonaise. Désireux avec d'autres camarades de lancer la sixième série de la revue du cercle de l'université, Shinshichō (Pensée nouvelle), il rencontre à ce sujet l'écrivain Kan Kikuchi qui deviendra son protecteur. L'année suivante, il lance la sixième série de Shichinchō où il fera paraître successivement plusieurs nouvelles importantes dont Shōkonsai ikkei (Tableau de fête en hommage aux soldats morts) et Abura (Huile). Par l'entremise de Kan Kikuchi il fait la connaissance de Riichi Yokomitsu (1898-1947) qui restera un ami fidèle et son principal compagnon sur la route du modernisme. Il rencontre également Ryūnosuke Akutagawa (1883-1927), Masao Kume et quelques autres futurs écrivains de sa génération.
À l'occasion d'une réunion d'étudiants dans un café proche du lycée supérieur d'Ichikō à Hongō, Yasunari fait la connaissance de Itō Hatsuyo, jeune serveuse de 14 ans qui le laisse d'abord indifférent. Peu après cette rencontre, le café cesse son activité et Hatsuyo part vivre chez ses parents adoptifs dans un temple de Gifu situé dans une région montagneuse au centre de l'île. Entraîné par un de ses amis, Miaki, il continue à voir la jeune fille et, contre toute attente, décide de l'épouser. Très étonnés, ses amis suivent la préparation du mariage. Yasunari fait part de ses intentions au père d'Hatsuyo et soumet son projet à son protecteur Kan Kikuchi qui lui offre de bon cœur plus de 200 yens. Cette somme importante sert à louer un logement pour recevoir la future épouse. Environ un mois après cette décision Hatsuyo envoie une lettre incompréhensible pour rompre les fiançailles (in L'Extraordinaire ou Le Feu du sud).
Aux yeux de Yasunari, Hatsuyo représente la femme idéale et, malgré la fin tragique de leur courte relation, l'ombre de la jeune fiancée hantera longtemps l'esprit de l'écrivain. Son empreinte est décelable dans de nombreux personnages féminins qui parsèment son œuvre.

### Les débuts d'écrivain

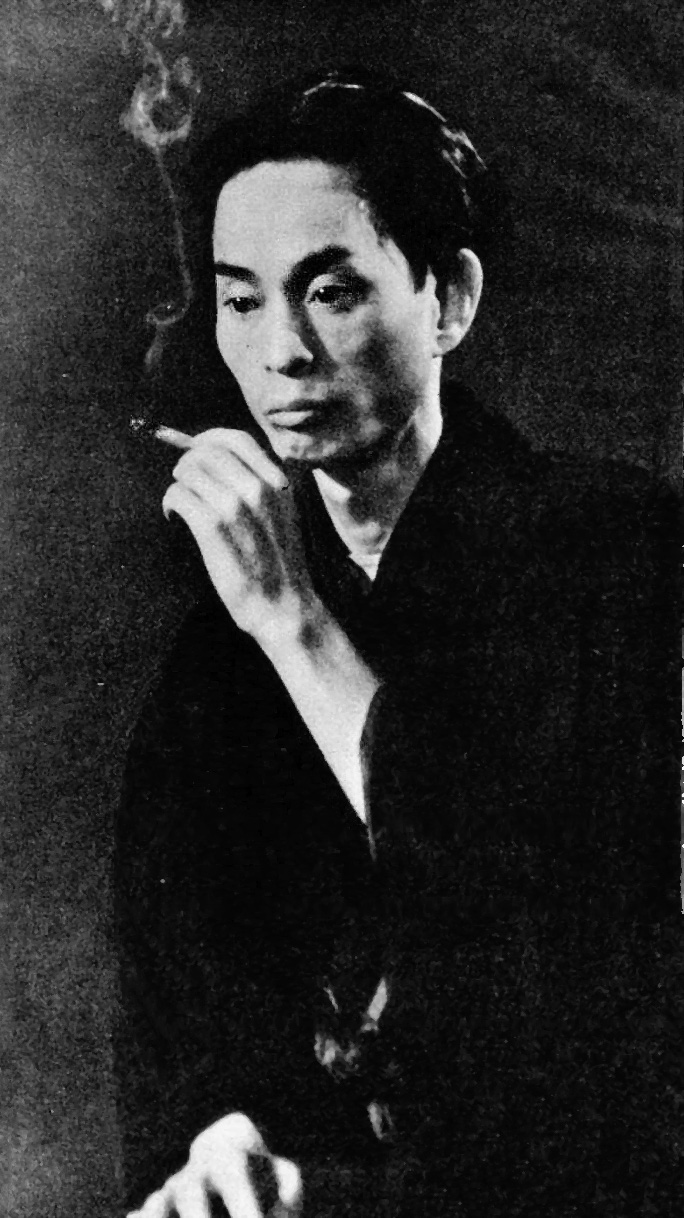
Kawabata (c. 1932)

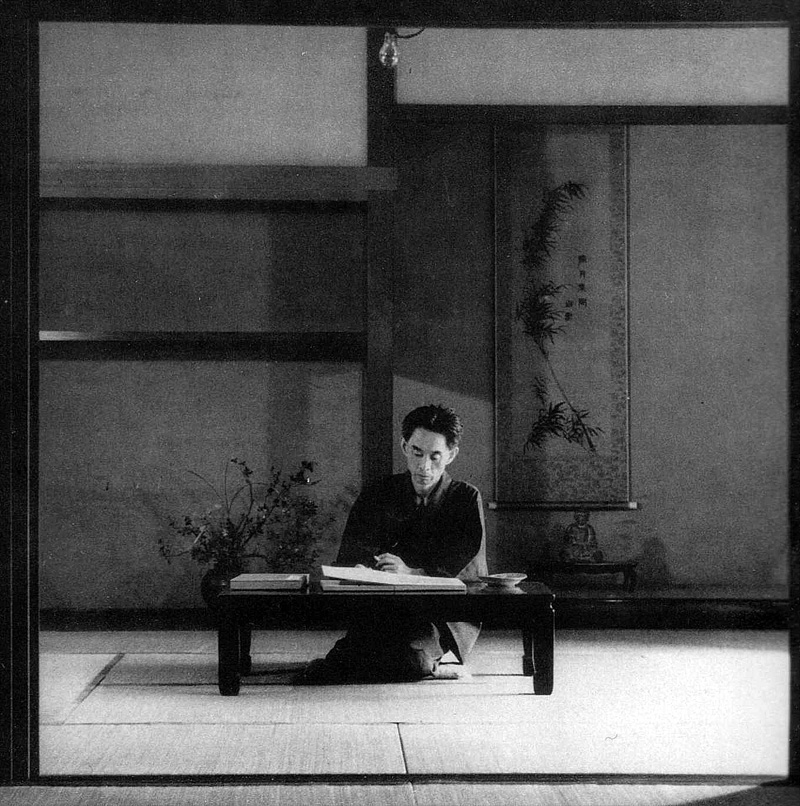
Kawabata (Kamakura, 1946)

1922 - Il commence à être rémunéré pour ses nouvelles et articles de critique littéraire notamment dans Jiji shinpō et publie des traductions de Galsworthy et Tchékhov. Durant l'été il écrit à Yugashima Yugashima de no omoide (Souvenirs de Yugashima), texte qu'il reprendra partiellement dans L'Adolescent.
En 1923, Kawabata participe au comité de rédaction du mensuel Bungei shunjū dirigé par Kan Kikuchi. Le grand séisme du 1er septembre le surprend à Tōkyō dont il parcourt les décombres accompagné de ses amis Tōkō Kon et Akutagawa Ryūnosuke. Il publie cette année-là Kaisō no meijin (réintitulé Sōshiki no meijin, Le Maître des funérailles) et Nanpō no hi (Le Feu du sud).
En mars 1924, il sort diplômé de l'Université impériale de Tōkyō ; son mémoire s'intitule Nihon shōsetsu-shi shōron (Petite étude sur l'histoire du roman japonais).
En septembre il fonde avec Riichi Yokomitsu, Teppei Kataoka et 12 autres compagnons la revue d'avant-garde Bungei jidai (ja) (L'Époque de la littérature) qui deviendra l'organe du Shinkankaku-ha (École des sensations nouvelles) où Kawabata joue un rôle central avec ses amis Tōkō Kon et Yokomitsu Riichi (1898-1947).
La déclaration des fondateurs est rédigée par Kawabata lui-même : « Le destin de ceux qui pensent au futur est d'abandonner le passé et de renoncer au présent ».
En 1925, Kawabata rencontre sa future femme, Matsubayashi Hideko et passe une bonne partie de l'année à Yugashima. Il publie Journal de ma seizième année, quelques Récits de la paume de la main et fait paraître plusieurs essais dans la revue Bungei jidai, en particulier Shinshin sakka no shinkeikō kaisetsu (Notes sur les nouvelles tendances des nouveaux écrivains), manifeste de « l'École des sensations nouvelles ».
En 1926, première année de l'ère Shōwa, il publie son premier livre Kanjō sōshoku (Les Ornements des sentiments), un recueil de trente cinq des Récits de la paume de la main et la nouvelle Izu no odoriko (La Danseuse d'Izu) dans la revue Bungei jidai.
Ainsi que l'attestent deux de ses livres (La Photographie, 1924, Photographie avec des fleurs, 1930) Kawabata était un passionné de photographie et de cinéma. C'est donc sans réticence qu'il écrit le scénario d'un film muet, Kurutta ippeji (Une Page folle), sur une idée du réalisateur Teinosuke Kinugasa (1896-1982).
Cette « composition littéraire » démontre que sa technique d'écriture — parution de courts récits — est très proche du montage séquentiel d'un film et du synopsis d'un scénario. Ce tournage lui permet de mettre en lumière sa connaissance approfondie des techniques cinématographiques. Sept autres films adaptés de ses romans seront tournés par divers réalisateurs et scénaristes jusqu'en 1980.
1927 - Kawabata séjourne à Yugashima où il se lie d'amitié avec le jeune auteur Motojirō Kajii (1901-1932) qui y est en cure pour sa tuberculose (plus tard, les articles favorables de Kawabata aideront à ce que Kajii ne soit pas oublié) ; ils jouent au go pendant des mois et Kajii l'aide à corriger les épreuves de son deuxième recueil de nouvelles. Publication de ce dernier sous le titre La Danseuse d'Izu et du premier feuilleton Humi no himatsuri (La Fête du feu au bord de la mer) dans Chūgai shōgyō shinpō.
1928 - Kawabata séjourne à Atami puis s'installe dans le quartier d'Ōmori à Tōkyō et publie Bōryokudan no ichiya (La Nuit des gangsters).
1929 - Il participe à la création de deux revues littéraires, Kindai seikatsu et Bungaku. Tout en publiant régulièrement des critiques littéraires, il fréquente assidûment le quartier d'Asakusa qui inspire son second feuilleton Chroniques d'Asakusa paru dans Tōkyō Asahi shinbun de décembre 1929 à février 1930.
Il déménage une nouvelle fois et s'installe dans le quartier de Ueno.
1930 - Il est chargé de cours au Bunka Gakuin et à Nihon Daigaku ce qui ne l'empêche nullement de fréquenter Asakusa. Il publie deux nouveaux recueils de nouvelles dont Boku no hyōhonshitsu (Ma Collection d'échantillons) qui regroupe plusieurs Récits de la paume de la main.

### La consécration
Yasunari Kawabata se marie civilement en 1931 avec Matsubayashi Hideko. Mais l'ombre d'Hatsuyo plane toujours, et les écrits de Kawabata à cette époque sont empreints d'une joie factice jusqu'à l'automne, période à laquelle il revoit Hatsuyo après douze ans d'absence (événement relaté dans Lettres à mes parents, mais considéré par certains comme fictif). La rencontre tant attendue s'avère cruellement décevante, ce qui provoque un changement radical dans le style d'écriture de Yasunari qui entre dans une période de désillusion et de remise en cause personnelle. Brisée par la réalité, l'image idéalisée d'Hatsuyo qui servait de support aux personnages féminins des romans disparaît pour laisser place à ses propres fantasmes. C'est donc au début des années 1930 qu'il atteint sa maturité d'homme de lettres et donne une interprétation définitive à sa conception de l'existence.
Il participe ainsi à la création de la revue littéraire Bungakukai dont l'intellectuel Kobayashi Hideo (1902-1983) est le principal animateur et publie Bestiaire et l'essai Matsugo no me (L'Ultime Regard). Il publie alors, à 36 ans, son autobiographie littéraire (Bungakuteki jijoden). C'est à cette période qu'il visite Yuzawa dans la province d'Échigo où il commence à écrire Pays de neige et apporte son soutien à l'écrivain Tamio Hōjō (1914-1937) qui est atteint de la lèpre. Quelques chapitres de Pays de neige sont publiés parallèlement à plusieurs nouvelles dont certaines sont encore inspirées d'Asakusa. La même année, en 1934, il déménage à Kamakura, ancienne capitale de samouraïs, au sud de Tōkyō mais passe ses hivers à Zushi. Quand Kan Kikuchi crée le prix Akutagawa, le plus important prix littéraire du Japon (équivalent au Goncourt), Yasunari fait partie du jury.
Il voyage l'année qui suit dans la région du Shinshū et visite notamment Karuizawa, station de montagne dont il apprécie tant le charme que l'année suivante, en 1937, il achète une maison secondaire où il passera ses étés jusqu'en 1945. Cet endroit privilégié lui inspire plusieurs romans et nouvelles. Il continue la publication de chapitres de Pays de neige, mais aussi de Itaria no uta (Chanson d'Italie) et de Hana no warutsu (La Valse des fleurs). La première édition de Pays de neige sort cette année-là. Kaizōsha publie une première anthologie de ses œuvres en 9 volumes en 1937.
Kawabata suit avec passion les tournois de go et commence la publication de reportages sur le maître Hon'inbō Shūsai. En 1939, tout en continuant à suivre assidûment les tournois, il participe au mouvement pour « encourager l'écriture » (tsuzurikata undō) en donnant des cours et en faisant partie des jurés qui sélectionnent les écrits et contes envoyés par les amateurs.
En 1940, Kawabata parcourt les régions japonaises pour rédiger des chroniques de voyages. Il publie Haha no hatsukoi (Le premier Amour de ma mère), Hokuro no tegami (La Lettre du grain de beauté), Utsukushii tabi (Un beau Voyage) et fait partie des signataires pour la création de la Nihon bunkakusha-kai (Société des hommes de lettres japonais), liée aux autorités militaristes. Avec la guerre sino-japonaise, puis l'entrée du Japon dans la Seconde guerre mondiale, Kawabata poursuit une activité journalistique qui le conduit par deux fois en Mandchourie, la première à l'invitation du quotidien Manshū nichinichi shinbun, la deuxième à la demande de l'armée japonaise du Kantō. Il voyage, visite Pékin et revient au Japon fin novembre, huit jours avant le déclenchement de la guerre du Pacifique. Il publie un recueil de nouvelles Aisuru hitotachi (Ceux qui aiment). Cette implication dans la politique militariste du pays se révèle dans la participation de Kawabata à certaines activités de la Nihon bungakusha-kai sur la base d'une charte de coopération avec le gouvernement. En avril 1945, il est ainsi envoyé dans un camp militaire de Kagoshima en tant que chargé d'information pour la marine nationale. En mai il participe au lancement d'un fonds de prêt de livres appartenant aux intellectuels résidant à Kamakura. Sous le nom de Kamakura Bunko (la bibliothèque de Kamakura) cette librairie deviendra après la guerre une maison d'édition pour laquelle il travaillera comme l'un des éditeurs. Ses bureaux étaient situés à Tōkyō au premier étage du grand magasin Shirokiya.
À cette époque, il recueille dans son foyer la fille d'un cousin d'une branche de sa famille maternelle. Cette adoption lui inspire plusieurs récits dont Koen (Le vieux Jardin). Bien que profondément affecté par la défaite du Japon, Kawabata se remet à publier des nouvelles et un roman sur le thème des kamikazes L'Arbre de vie. Il déménage dans le quartier de Hase à Kamakura dans ce qui sera sa dernière demeure.
Après la guerre, Kawabata et Jun Takami (1907-1965) fondent la revue Ningen (L'Homme) qui sera publiée par Kamakura Bunko. Il y publie en 1947 l'un des premiers écrits de Mishima Yukio (1925-1970) Tabako (La Cigarette). C'est le début d'une longue amitié littéraire. Leur correspondance suivie (de 1945 à 1970) met en lumière les affinités subtiles et l'indéfectible lien qui les unirent dans une relation qui, au fil du temps, dépassa celle habituelle de Maître à penser envers son disciple.
La première version complète et révisée de Pays de neige est publiée en 1948 ainsi que Saikonsha (La Femme remariée) et Shōnen (L'Adolescent). Une anthologie de ses œuvres commence à être publiée chez Shinchōsha (elle sera achevée en 1954, en 16 volumes) pour laquelle il rédige des postfaces explicatives qui seront ultérieurement réunies sous le titre de Dokuei jimei (Ombre solitaire, mienne destinée).
L'année 1949 est particulièrement marquante pour l'œuvre de Kawabata : c'est tout d'abord la publication de Sembazuru (Nuée d'oiseaux blancs), roman qui témoigne de l'intérêt de Kawabata pour la pratique de l'esthétique dépouillée du Zen par la Voie du Thé (Chanoyu). C'est ensuite, en septembre, le début de la publication de Yama no oto (Le Grondement de la montagne) dans plusieurs revues.
Le prix du Geijutsu.in (Académie des arts) lui est décerné en 1952 pour Nuées d'oiseaux blancs et Le Grondement de la montagne, en cours de publication. Nuée d'oiseaux blancs est élu meilleur livre de l'année. Kawabata est nommé membre de l'Académie des Arts en même temps que Kafū Nagai (1879 – 1959) et Mimei Ogawa (1882-1961), deux autres romanciers de grand renom.
Kawabata est hospitalisé en novembre 1958 en chirurgie à l'hôpital de l'Université de Tokyo à cause de ses troubles à la vésicule biliaire. La publication de Nemureru bijo (Les belles Endormies) débute en feuilleton en 1960. Il réside alors plusieurs mois à Kyoto en vue de réunir de la documentation pour deux romans en projet : Koto (Kyōto) et de Utsukushisa to kanashimi to (Tristesse et beauté) dont il commence pour les deux la publication en feuilleton.
Il est hospitalisé en février à Tōkyō à la suite des troubles graves causés par une tentative de sevrage de ses somnifères habituels ce qui provoqua un coma d'une dizaine de jours. Rétabli, il milite pour la paix dans le monde. Utshukushisa to kanashimi to (Tristesse et beauté) paraît en février 1965. Ce sera la dernière œuvre publiée de son vivant.
Le 28 février 1967, Kawabata et Mishima publient avec les écrivains Ishikawa Jun (1899-1987) et Kōbō Abe (1924-1993) la « Déclaration des Quatre » texte appelant l'opinion publique japonaise à protester contre la Révolution culturelle chinoise. Le résultat, mitigé, restera sans suite. En juillet, afin de relancer la revue trimestrielle littéraire Hihyō (Critique), Mishima lui demande de rédiger un article. En réponse Kawabata écrira Ryoshin-shō (Extraits de nouvelles de voyage).

### Le sacre du prix Nobel
1968 – Année du sacre et de la notoriété mondiale, le prix Nobel de littérature lui est décerné le 19 octobre. Yasunari est le premier écrivain japonais à obtenir cette récompense. Son discours prononcé lors de la remise du prix le 12 décembre à Stockholm s'intitule « Utsukushii nihon no watakushi » (Le beau Japon en moi ou Moi, d'un beau Japon).
Il milite pour l'élection de son vieil ami Tōkō Kon au siège de sénateur.
1969 – En mars, Kōdansha édite Moi, d'un beau Japon. Le 1er mai, Yasunari donne une série de conférences à l'université de Hawaii puis à San Francisco, dont un court essai sur l'esthétique japonaise traditionnelle Bo no sonzai to hakken (Présence et découverte du beau) qui sera édité en juillet par Mainichi Shimbunsha.
Il est nommé docteur honoris causa de l'université d'Hawaï et membre d'honneur de l'Académie américaine des arts et des lettres.
La cinquième anthologie de ses œuvres débute chez Shinchoshā en 19 volumes.
1970 – Yasunari participe au congrès des Écrivains d'Asie à Taipei puis au congrès du Pen club international qui se tient à Séoul.
25 novembre, jour terrible de l'annonce du suicide par seppuku de son disciple et ami Mishima.
Yasunari est bouleversé.
Une société académique spécialisée dans les études sur Kawabata est fondée sous le nom de Kawabata bungaku kenkyū-kai.
1971 - Le 24 janvier, il préside la cérémonie des obsèques publiques de Mishima au temple Tsukiji Honkanji de Tōkyō, et lit un extrait d'une lettre aux résonances prophétiques que son ami lui avait adressée le 4 août 1969 (Correspondance, page 223).
Il milite pour un autre de ses amis qui se présente aux élections pour le poste de gouverneur de Tōkyō et s'active également pour l'organisation du premier Congrès international des Études japonaises. Il souffre de surmenage.
1972 – Yasunari est hospitalisé pour une appendicite, sa santé est précaire.
À 72 ans et 10 mois, bien que réticent à l'idée du suicide, il choisit le gaz pour mettre fin à ses jours le 16 avril, discrètement, dans la solitude d'un petit appartement qui lui servait de bureau secondaire au bord de la mer à Zushi (à proximité de Kamakura).
Il ne laissera derrière lui ni explication ni testament pour expliquer son dernier geste. Sa tombe se trouve au cimetière de Kamakura. Son épouse Hideko est décédée en 2002 à 95 ans.
En novembre une fondation est créée à sa mémoire, présidée alors par Inoue Yasushi et une salle consacrée à Kawabata est ouverte à l'Institut de littérature moderne japonaise, présentant une partie des manuscrits et calligraphies légués à l'Institut. Yukiguni-shō (Extraits de pays de neige) est publié à titre posthume.
1973 – Un prix Kawabata est créé pour honorer la meilleure nouvelle de l'année. Il s'est interrompu en 1999 pour, peut-être, renaître sous une autre forme.
1980-1984 – Publication définitive de Kawabata Yasunari zenshū (Œuvre intégrale de Kawabata Yasunari) aux éditions Shinchōsha en 37 volumes.
1985 – Fondation du Kawabata Yasunari Bungakukan (musée Kawabata Yasunari), municipal, à Ibaraki près d'Ōsaka.
1999-2000 – À l'occasion du centenaire de sa naissance, les éditions Shinchōsha rééditent l'Œuvre intégrale précitée en fac-similé. En France, les manifestations pour cet événement furent très discrètes à la mesure de la méconnaissance de cet écrivain pourtant essentiel.

## Un écrivain majeur
Yasunari Kawabata est unanimement considéré comme un écrivain majeur du XXe siècle. Ses ouvrages sont le fruit d'une recherche esthétique inédite, visant l'expression la plus essentielle des sensations. Sa langue réfute le discours littéraire et intellectuel traditionnel et se veut éloignée de toute tentation argumentaire ou explicative.[réf. nécessaire]
Homme complexe et secret, moderniste ancré dans ses traditions culturelles et fin connaisseur de la littérature occidentale, Kawabata laisse derrière lui une œuvre d'une richesse inégalée et d'une beauté intemporelle qui relie l'Orient à l'Occident dans une écriture très personnelle, qui atteint parfois une forme d'extase et de majesté dans l'épure.[réf. nécessaire]
Tout au long de son parcours littéraire hanté par la quête du beau, la mélancolie, la solitude et la mort, Yasunari s'attache à peindre avec sensibilité et pudeur le tragique des sentiments humains. Pour chaque texte, il procède à plusieurs expériences sur la langue japonaise. Son langage propose en effet une multiplicité d'images et de nuances expressives singulières.[réf. nécessaire]
Il écrit tout au long de sa vie de très courts récits qu'il dénomme Tenohira no shōsetsu (Récits qui tiennent dans la paume de la main) et qui sont publiés de 1921 à 1964 dans des revues ou des recueils. Ils sont ensuite édités dans un recueil de nouvelles au titre éponyme.
La grande diversité des thèmes abordés reflète une œuvre aussi variée que cohérente qui concilie réel, quotidien, irrationnel et universalité. Certains écrits d'une forme particulièrement brève et d'un dépouillement stylistique extrême donnent à ces récits une puissance évocatrice et suggestive stupéfiante.[réf. nécessaire]
Ce sont sans doute ces récits qui expriment de la manière la plus superbe et la plus évidente la quintessence même de l'œuvre de Kawabata.[réf. nécessaire]

## Œuvres traduites en français

### Romans et nouvelles
- 1916-1964 : Récits de la paume de la main (Tenohira no shôsetsu), choix de soixante nouvelles, traduction par Anne Bayard-Sakai et Cécile Sakai, Albin Michel, 1999 ; réédition Librairie générale française (Le Livre de Poche), 2001.

A noter la présence de trois Récits de la paume de la main inédits dans La Nouvelle Revue Française n°599-600 (Du Japon), mars 2012.
- 1921-1948 : L'Adolescent, recueil de cinq nouvelles, traduction par Suzanne Rosset, Albin Michel, 1992 ; réédition Librairie générale française (Le Livre de Poche), 1995. Ce recueil comprend :
  - Lettres à mes parents (Fubo e no tegami)
  - L’Adolescent (Shônen)
  - Journal de ma seizième année (Jûrokusai no nikki)
  - Huile (Abura)
  - Grand-mère (Sobo)

- 1926-1931 : Les Servantes d'auberge (Onsen yado), recueil de quatre nouvelles, traduction par Suzanne Rosset, Albin Michel, 1990 ; réédition Librairie générale française (Le Livre de Poche), 1993. Ce recueil comprend :
  - Les Servantes d’auberge (Onsen yado)
  - Illusions de cristal (Suishô gensô)
  - Le Pourvoyeur de cadavres (Shitai shôkainin)
  - Une page folle (Kurutta ippêji)

- 1926-1953 : La Danseuse d’Izu (Izu no odoriko), recueil de cinq nouvelles, traduction par Sylvie Regnault-Gatier, Susumu Susuki et Hisashi Suematsu, Albin Michel, 1973 ; réédition Librairie générale française (Le Livre de Poche), 1984. Ce recueil comprend :
  - La Danseuse d’Izu (Izu no odoriko)
  - Elégie (Jojôka)
  - Bestiaire (Kinjû)
  - Retrouvailles (Saikai)
  - La Lune dans l’eau (Suigetsu)

- 1929-1930 : Chronique d’Asakusa (Asakusa kurenaidan), roman, traduction par Suzanne Rosset, Albin Michel, 1988 ; réédition Librairie générale française (Le Livre de Poche), 1992.

- 1933-1964 : La Beauté, tôt vouée à se défaire (Chirinuruo), précédé de Le Bras (Kataude), deux nouvelles, traduction par Liana Rosi, Albin Michel, 2003 ; réédition Librairie générale française (Le Livre de Poche), 2004.

- 1935-1948 : Pays de neige (Yukiguni), roman, traduction du japonais par Bunkichi Fujimori et texte français par Armel Guerne, Albin Michel, 1960 ; réédition Librairie générale française (Le Livre de Poche), 1982.

- 1942-1954 : Le Maître ou le Tournoi de go (Meijin), roman, traduction par Sylvie Regnault-Gatier, Albin Michel, 1975 ; réédition Librairie générale française (Le Livre de Poche), 1988.

- 1949-1952 : Nuée d'oiseaux blancs (Senbazuru), roman, traduction du japonais par Bunkichi Fujimori et texte français par Armel Guerne, Plon, 1960 ; réédition Union générale d’éditions (10/18), 1986 ; réédition Editions Sillage, 2009.

- 1949-1954 : Le Grondement de la montagne (Yama no oto), roman, traduction par Sylvie Regnault-Gatier et Hisashi Suematsu, Albin Michel, 1969 ; réédition Librairie générale française (Le Livre de Poche), 1986.
- 1952-1960 : Première neige sur le Mont Fuji (Fuji no hatsuyuki), recueil de six nouvelles, traduction par Cécile Sakai, Albin Michel, 2014 ; réédition Librairie générale française (Le Livre de Poche), 2016. Ce recueil comprend :
  - Première neige sur le Mont Fuji (Fuji no hatsuyuki)
  - En silence (Mugon)
  - Terre natale (Kokyô)
  - Gouttes de pluie (Amadare)
  - Une rangée d’arbres (Namiki)
  - La Jeune fille et son odeur (Niou musume)

- 1954-1955 : Le Lac (Mizuumi), roman, traduction par Michel Bourgeot avec la collaboration de Jacques Serguine, Albin Michel, 1978 ; réédition Librairie générale française (Le Livre de Poche), 2004.
- 1958 : Yumiura (Yumiura-shi), dans Anthologie de nouvelles japonaises contemporaines (Tome I), nouvelle, traduction par Marc Mécréant, Gallimard, 1986.
- 1960-1961 : Les Belles Endormies (Nemureru bijo), roman, traduction par René Sieffert, Albin Michel, 1970 ; réédition Librairie générale française (Le Livre de Poche), 1982 ; réédition en tirage limité avec photographies et illustrations de Frédéric Clément, Albin Michel, 1997.
- 1961-1962 : Kyôto (Koto), roman, traduction par Philippe Pons, Albin Michel, 1971 ; réédition Librairie générale française (Le Livre de Poche), 1987.
- 1961-1965 : Tristesse et Beauté (Utsukushisa to kanashimi to), roman, traduction par Amina Okada, Albin Michel, 1981 ; réédition Librairie générale française (Le Livre de Poche), 1996.
- 1963 : Au fond de l’être (Ningen no naka), dans Les Paons La Grenouille Le Moine-Cigale et dix autres récits (Tome 3 - 1955-1970), nouvelle, traduction par Yûko Brunet et Isabelle Balibar, Editions Le Calligraphe-Picquier, 1988 ; réédition Philippe Picquier, 1991 ; réédition sous le titre Anthologie de nouvelles japonaises (Tome III - 1955-1970) - Les Paons La Grenouille Le Moine-Cigale, Picquier poche, 1998.
- 1964-1968 : Les Pissenlits (Tanpopo), roman, traduction par Hélène Morita, Albin Michel, 2012 ; réédition Librairie générale française (Le Livre de Poche), 2014[9].

### Correspondance
- 1997 : Kawabata Mishima – Correspondance (Kawabata Yasunari Mishima Yukio ôfuku shokan), traduit par Dominique Palmé, Albin Michel, 2000 ; réédition Librairie générale française (Le Livre de Poche), 2002.

### Essais et discours
- 1925 : Note sur les nouvelles tendances des nouveaux écrivains (Shinshin sakka no shinkeikô kaisetsu), dans Kawabata, le clair-obscur de Cécile Sakai, traduction par Cécile Sakai, PUF, 2001.
- 1968 : Moi, d'un beau Japon, dans Tous les discours de réception des prix Nobel de littérature (p. 658-678), traduction par Cécile Sakai, Flammarion, 2013.

### Préfaces
- Japon d'Adolfo Tamburello, Fernand Nathan (collection ''Merveilles du monde''), 1975.
- Haut le cœur de Jun Takami, roman, traduction par Marc Mécréant, Editions Le Calligraphe-Picquier, 1985 ; réédition Philippe Picquier, 2000 ; réédition Picquier poche, 2006.
- Les Quatre saisons de Kyôto de Kaii Higashiyama, traduction par René de Ceccatty et Ryôji Nakamura, Seuil, 2007.